# Suha, Hama
Suha, Hama (tiếng Ả Rập: سوحا) là một ngôi làng Syria nằm ở phó huyện Uqayribat thuộc huyện Salamiyah, Hama. Theo Cục Thống kê Trung ương Syria (CBS), Suha, Hama có dân số 2232 trong cuộc điều tra dân số năm 2004.